# 住蓮
住蓮（じゅうれん、生年不詳 - 建永2年2月9日（1207年3月9日））は、平安時代末期から鎌倉時代初期にかけての法然門下の浄土宗の僧。大和源氏の流れを汲む東大寺の僧実遍を父として生まれる。

## 人物略歴
美声の持ち主で、唱導を能くし、法然の専修念仏を広めることに尽力した。各所の別時念仏で六時礼讃をおこない、僧俗の帰依を受けた。
法然の浄土教教団が独自に発展するにつれ旧仏教勢力からの浄土教教団に対する弾圧も強まり、住蓮は『興福寺奏状』が朝廷に出されたあとの建永元年（1206年）12月、安楽房遵西とともに後鳥羽上皇の女房たちと密通をはたらいたとの嫌疑をかけられ、翌建永2年/承元元年（1207年）には近江国馬淵荘で弟子の僧と共に斬首の刑に処せられた。この事件は、法然の讃岐への流罪、親鸞の越後への流罪などとあわせて、承元の法難と呼ばれている。